# Ярви, Эуген Матвеевич
Эуген Матвеевич Я́рви (1917—1994) — вальщик леса, Герой Социалистического Труда (1957).

## Биография
В начале 1930-х годов семья эмигрировала в СССР. Трудовую деятельность начал в лесозаготовительном пункте посёлка Вилга Автономной Карельской ССР.
В годы Великой Отечественной войны работал на лесозаготовках в Карело-Финской ССР и Архангельской области.
После войны работал механизатором, вальщиком леса, бригадиром комплексной бригады лесозаготовителей Полгинского лесопункта Надвоицкого леспромхоза.